# 艾因哈什洛沙
艾因哈什洛沙（直译：「三人之泉」），是以色列南部區內蓋夫沙漠西部的一座基布茲。其屬於艾希科爾地區議會的管轄範圍。2021年，其人口369人。

## 歷史
艾因哈什洛沙的命名是為了紀念1948年以色列-阿拉伯戰爭期間陣亡的3名創始成員。其是由來自南美洲的錫安主義青年納哈爾團體（青年運動青年猶太復國主義的成員）於1950年代在前基布茲內夫亞爾的原土地上重新建立（內夫亞爾基布茲於1949年由萊希成員建立，但於1950年6月被廢棄）。在最初的幾年裡，基布茲遭受到埃及軍隊的轟炸。
該基布茲毗鄰加沙走廊與汗尤尼斯的邊界，在2008年加沙—以色列衝突期間經常遭到巴勒斯坦人的砲火襲擊。2008年1月15日，厄瓜多爾志願者卡洛斯·查韋斯在基布茲工作時被哈馬斯狙擊手射殺。
在2014年加沙戰爭期間，至少有825枚火箭彈襲擊了基布茲所在的艾希科爾地區。一些石棉屋頂在被火箭擊中後被損壞。

### 以色列—哈馬斯戰爭
2023年10月7日，在2023年以色列—哈馬斯戰爭期間，哈馬斯武裝分子入侵艾因哈什洛沙，並屠殺基布茲居民。

## 經濟
基布茲主要以農業為主，依賴養殖火雞和乳牛。其還擁有一家生產槓桿拱銼的小工廠。2006年3月，數百隻火雞被發現死亡，引發了以色列對禽流感病毒的恐慌。